# 河本千明
河本 千明（かわもと ちあき、1983年9月16日 - ）は、日本の女優。神奈川県出身。劇団スーパー・エキセントリック・シアター所属。
身長158cm。体重49kg。血液型はO型。

## 出演

### 映画
- 下妻物語（2004年）※デビュー作[3]
- ザ・マジックアワー（2008年） - 三木 役
- 劇場版 仮面ライダーエグゼイド トゥルー・エンディング（2017年） - 弓田吟子 役

### テレビドラマ
NHK
- 武蔵 MUSASHI（2003年）
- 天花（2004年） - 滝沢サラ 役
  - 天花 総集編（2004年） - 滝沢サラ 役
- 使命と魂のリミット（2011年） - 小山看護師 役
- 実験刑事トトリ2（2013年）

日本テレビ
- ギネ 産婦人科の女たち（2009年）

TBS
- SPEC〜警視庁公安部公安第五課 未詳事件特別対策係事件簿〜（2010年）
- 東京スカーレット〜警視庁NS係（2014年） - 下平早苗 役

フジテレビ
- 離婚弁護士II〜ハンサムウーマン〜（2005年）
- アテンションプリーズ特別編（2007年）
- 金曜プレステージ
  - 浅見光彦シリーズ（中村俊介版）
    - 浅見光彦シリーズ 29（2008年） - 律子 役
    - 浅見光彦シリーズ 30（2008年）
- ありふれた奇跡（2009年）
- 大切なことはすべて君が教えてくれた（2011年）
- 黄昏流星群 第6話（2018年）
- 結婚相手は抽選で 第8話（2018年）[4] - 医師 役

テレビ朝日
- 土曜ワイド劇場
  - 鉄道捜査官 9（2008年） - 里見保恵 役
  - おかしな刑事（2009年 - ） - 川村千秋 役
  - 新聞記者・鶴巻吾郎
    - 新聞記者・鶴巻吾郎 3（2009年） - 藤原千晶 役
    - 新聞記者・鶴巻吾郎 4（2010年）
- ゴンゾウ 伝説の刑事（2009年）
- バーテンダー（2011年）
- 相棒season13第6話（2014年） - 有村七海 役
- 仮面ライダーエグゼイド 第1話・第11話（2016年） - 弓田吟子 役
- 科捜研の女（2018年） ‐ 池島美里 役

テレビ東京
- 鈴木先生（2011年）
- セーラーゾンビ（2014年）

BS-TBS
- ケータイ刑事 銭形命（2009年） - 浅井佳代子 役

### テレビ番組
- ものしり一夜づけ（2003年）
- くらしまるごと半世紀（2009年）
- 武田鉄矢のショータイム（2011年）

### モーションアクター
- ファイナルファンタジーXIII-2（パドラ＝ヌス・ユール）

### 舞台
- 恋の骨折り損（2004年）
- 愛しのギョレンジャー（2004年）
- 喜劇 熱海迷宮事件（2004年）
- 疑惑のアパート（2006年）
- ナイボー!（2006年）
- ナイストリップ（2006年）
- 忍者イリュージョン NARUTO!（2006年）
- 明解日本語アクセント事変（2007年）
- 狼少女伝説TOH!!（2007年）
- 社長放浪記（2007年）
- 喜劇 俺たちに品格はない（2008年）
- 日本映画頂上決戦 〜銀幕の掟をぶっとばせ!〜（2009年）
- 男と女と浮ついた遺伝子（2010年）
- お化け物語（2010年）
- 都合のいい女と気っ風のいい女（2010年）
- 僕の後悔はジュリアナ（2011年）
- こんにちは赤ちゃん（2011年）
- ホントウの間柄（2011年）
- 何かの美味しいキッサ店（2012年）
- おい! オヤジ（2012年）
- 落語日本花吹雪（2012年）
- 上海ローズ（2012年）
- 天使はなぜ村に行ったのか（2013年）
- Mr.カミナリ（2014年） - ワイフ・竹子 役
- 極楽プリズン（2015年）

### CM
- 東京電力 TEPCOひかり（2004年）
- iタウンページ（2004年 - ）
- ナムコ BASEBALL LIVE 2005（2005年）
- スクラッチ（2006年 - 2008年）
- ユーキャン（2011年）

### ラジオ
- DoCoMo MIDNIGHT ON THE PLANET（2006年）
- THE FANTASTIC HOTEL（2007年） - 相沢美緒 役
- 記憶の海（2010年）
- 青春アドベンチャー 93番目のキミ（2014年）

### その他
- BRATZ COOOOL TV（2003年） - 声の出演：ヤスミン 役